# 聖母子 (ルイーニ、カポディモンテ美術館)
『聖母子』（せいぼし、伊: Madonna col Bambino、英: Madonna and Child）は、イタリア・ルネサンス期の画家ベルナルディーノ・ルイーニが1510-1520年に板上に油彩で描いた絵画である。ボルゲーゼ家のコレクションに由来し、その質の高さから、19世紀初頭の作品目録ではレオナルド・ダ・ヴィンチの作品であると見なされた。ナポレオン戦争中の1799年に、所蔵されていたナポリのカポディモンテ美術館からフランス軍により略奪されたが、後に美術館に戻ってきた。作品は、1822年にベルナルディーノ・ルイーニに帰属し直された。

## 作品

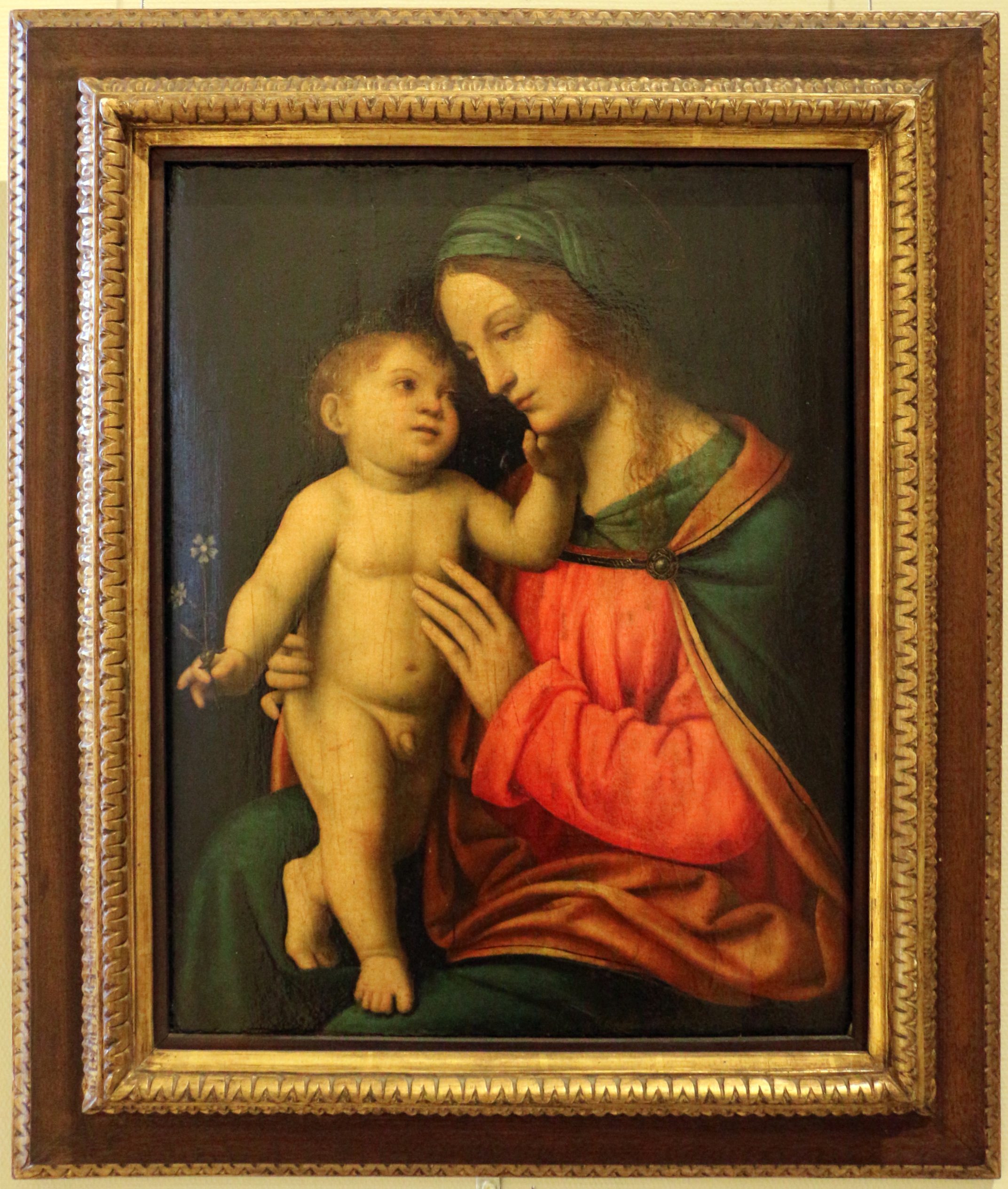
ベルナルディーノ・ルイーニ『オッジョーニの聖母』 (1516年ごろ)、スフォルツェスコ城美術館、ミラノ

ルイーニの傑作の1つと見なされる本作は、レオナルドの強い影響を見せている点で重要な作品である。聖母マリアの卵型の顔には、レオナルド風のスフマート (ぼかし) の技法で陰影が施されている。控え目に視線を落とす彼女の額には、ヴェールがまっすぐ下ろされている。聖母の顔立ちと透明なヴェールの描写は、ナショナル・ギャラリー (ロンドン) にあるレオナルドの『聖アンナと聖母子と幼児聖ヨハネ』に着想を得た可能性がある。
聖母の左脚には、幼子イエス・キリストが左足を載せて立つ。画面右側の暗い背景には、聖母の純潔を象徴する白ユリの花が浮かび上がっている。構図の点で、本作の原型は、ミラノのスフォルツェスコ城美術館とロンドンのウォレス・コレクションに所蔵されている『聖母子』であることがわかる。
本作にもとづくルイーニ自身による複製が2点制作された。現在、その1点はディジョン美術館に、もう1点はクリーブランドのプレンティス・コレクションに所蔵されている。さらに19世紀にいたるまで、数多くの模写作品が制作された。また、本作は1824年に版画化もされている。